# Iginia (Schiff)
Die Iginia war eine 1969 in Dienst gestellte Eisenbahnfähre der zur italienischen Ferrovie dello Stato Italiane gehörenden Reederei Bluvia. Das Schiff blieb bis 2014 auf der Strecke von Villa San Giovanni nach Messina im Einsatz und wurde 2015 in der Türkei abgewrackt.

## Geschichte
Die Iginia wurde am 6. Mai 1968 als erstes von drei Schwesterschiffen bei Cantieri Navali del Tirreno e Riuniti in Ancona auf Kiel gelegt und am 28. Februar 1969 vom Stapel gelassen. Nach der Ablieferung an die Ferrovie Dello Statto am 20. September 1969 wurde das Schiff im Oktober 1969 auf der Strecke von Villa San Giovanni nach Messina in Dienst gestellt.
2002 ging die Iginia wie alle Schiffe der Ferrovie Dello Stato an die neu gegründete Reederei Bluvia. Am Einsatzgebiet des Schiffes änderte sich dadurch jedoch nichts. Die Iginia blieb weitere knapp vierzehn Jahre in Fahrt und wurde am 1. Januar 2014 ausgemustert.
Nach über einem Jahr Aufliegezeit wurde das Schiff ab dem 13. Mai 2015 ins türkische Aliağa geschleppt, wo es am 19. Mai eintraf und dort bis Juni 2015 als letztes der ehemals drei Schwesterschiffe abgewrackt. Die 1973 in Dienst gestellte Rosalia ging 2012 zum Abbruch, die 1970 in Dienst gestellte Sibari bereits 2009.